# Elena Tarasova
Elena Gennadievna Tarasova (en russe : Елена Геннадьевна Тарасова ; en français : Eléna Tarassova) est une pianiste russe, née à Moscou le 16 mai 1984.

## Biographie
Eléna commence l'étude du piano à l'âge de quatre ans, jouant quelques compositions de J. S. Bach et W.A. Mozart apprises d'oreille, avant même de savoir lire la partition,. Elle reçoit ses premières leçons avec sa mère à la maison et avec l’ enseignante Galina Sidorova à  l’école de musique pour enfants. À six ans, Eléna entre à l'École de musique de l’Académie de musique du Conservatoire de Moscou, où elle étudie pendant sept ans avec Olga Metchetina et continue ses études avec Metchetina à l’Académie de musique du Conservatoire. Ensuite, Eléna étudie au Conservatoire Tchaïkovski de Moscou auprès des professeurs Sergueï Dorenski, Pavel Nersessian, Nikolaï Luganski et Andreï Pisarev.
À l'âge de cinq ans elle a joué pour la première fois sur scène. Aujourd'hui, Eléna joue ses programmes de concerts en Russie et dans le monde. Elle est lauréate de concours internationaux. Parallèlement à sa carrière de soliste, elle enseigne au Conservatoire Tchaïkovski de Moscou depuis 2010.

## Répertoire
Son répertoire comprend des œuvres de la période baroque jusqu’au XXIe siècle. Pour l’année du 150e anniversaire de la naissance de S. Rachmaninov, Eléna a fait ses debuts comme l’auteure de transcription, ajoutant au répertoire sa version des « Danses symphoniques » de Rachmaninov op. 45 pour piano solo. 
Elle est connue pour sa capacité à créer des programmes conceptuels pour ses récitals . Parmi ses expériences, il y a le genre qu'elle a nommé « spectacle acoustique ». La presse parle de cette expérience: « l’extension du cadre d’un concert classique pour piano par une compréhension philosophique du processus de naissance et de perception de la musique, dont l’essence fondamentale est cette fois le syncrétique des moyens déterminant d’expression s’appuyant sur toutes les catégories additionnables dans leur ensemble…», «Un magnifique enregistrement d’un programme de musicien bien pensé et bien construit, sur lequel on veut savoir plus ». La presse sur le prochain concept d' Eléna, «La Folie»: «Avec une évidente facilité, elle provoque une impressionnante tension émotionnelle, unissant 200 ans d’histoire de la musique : le talent de cette interprète est vraiment multiforme ! Nous attendons la suite avec impatience ».
Eléna donne des récitals pour piano solo et collabore avec des orchestres et des ensembles de musique de chambre.

## Musique française
Eléna est l'auteur du concept et directrice artistique du Festival monographique “ Pour le 110ème anniversaire de la naissance de Francis Poulenc ” en Russie (2008-2009),,, c'était le premier festival russe consacré à la musique de Francis Poulenc.
Elle présente en Russie les œuvres de compositeurs français, qui sont des œuvres rares pour la vie musicale moderne de la Russie,.  Eléna est aussi interprète de quelques premières mondiales et russes.
En 2021 Eléna a créé un nouveau concept pour dialogue culturel franco-russe - «Альянс Россия – Франция [Alliance Rossiya-Frantsia] : entente musicale», union créative de recherche et d’interprétation.

## Projets
Eléna est l’auteur d’idées et la directrice artistique d’une série de festivals et concerts.
- Le festival de jeunesse “ Pour le 110ème anniversaire de la naissance de Francis POULENC ” (Moscou, 2008-2009)[10],[16],[17],[11]
- Concert-monographie “ Evguéniy SVETLANOV – compositeur ” (Moscou, 2010) [18],[19]
- Le festival musical de jeunesse “ Soirées russes ” (Moscou, Saint-Pétersbourg, 2011-2015)[20],[21],[22],[23],[24]
- Le projet musical international “ OPUS UNIVERSUM ” (Moscou. Depuis 2016)[25],[26],[27],[28]
- «Альянс Россия – Франция [Alliance Rossiya-Frantsia] : entente musicale», union créative de recherche et d’interprétation (Moscou. Depuis 2021)[14].

## Discographie
- «Finding the Time» (Demo CD). J.S. Bach - F. Busoni, F. Schubert - F. Liszt, F. Liszt. Elena Tarasova. 2012, Moscow Tchaikovsky Conservatory, The Great Hall[29].
- «Impressio». S. Prokofiev, I. Stravinsky, M. Ravel, J. Francaix. Asya Sorshneva (violin), Elena Tarasova (piano). 2015, Festival LegeArtis Lech[29].
- « Les illusions sonores. Le collage ». F. Liszt, C. Debussy, C. Saint-Saëns, P. Tchaikovsky, S. Rachmaninov, M. Ravel. Elena Tarasova. 2018, Neue Sterne[30],[31].
- «La Folie». F. Couperin, C. Debussy, F. Liszt, A. Scriabine, S. Rachmaninov. Elena Tarasova. 2020, Etcetera Records[32],[33].